# Segretario di Stato della Spagna
La carica di segretario di Stato fu l'ufficio con cui furono esercitate le funzioni di direzione del potere esecutivo in Spagna tra il 1714 (anno della riforma dell'esecutivo da parte di Filippo V, il primo re della dinastia borbonica in Spagna) e il 1833 (fine del regno di Ferdinando VII di Spagna). L'ufficio era svolto su delega diretta del re di Spagna, il quale concentrava su di sé tutti i poteri di monarca assoluto.

## Storia
La figura del segretario di Stato, nella tipica monarchia assoluta dell'Ancien Régime, era in qualche misura analoga a quella che sarà svolta nelle epoche posteriori dal Presidente del Consiglio dei Ministri (nei regimi liberali, dopo l'introduzione della separazione dei poteri e la limitazione dei poteri reali nella monarchia costituzionale) o, ancora più tardi, dal "Presidente del governo" della monarchia parlamentare secondo la Costituzione spagnola del 1978. Talora in letteratura i segretari di Stato sono chiamati impropriamente "Primi Ministri", altre volte "ministri di Stato" o "Ministri plenipotenziari". In qualche caso le funzioni svolte dal segretario di Stato sono identiche a quelle svolte anche dalle corrispondenti figure dei regimi costituzionali, per cui queste ultime possono essere considerate in continuità storica con le prime; analogamente, le funzioni svolte dal segretario di Stato possono essere considerate la continuazione di quelle svolte dai "secretarios" e dai "validos" (favoriti) che hanno servito sotto i Trastámara e gli Asburgo a partire dal XV secolo. L'attività di segreteria per la gestione degli affari correnti è sempre stata essenziale anche in passato. In Spagna ha portato alla formazione della classe dei giureconsulti, permettendo fra l'altro l'ascesa sociale a chi partiva da classi sociali non privilegiate o (più spesso) dalla piccola nobiltà.
Con le riforme di Filippo V (re di Spagna dal 1700 al 1746) decadde la struttura polisinodiale dei Consigli (con l'eccezione del Consiglio di Castiglia) per cui la Segreteria di Stato e di affari («Secretaría de Estado y del Despacho») divenne la più importante struttura di governo. Nel 1705 venne divisa in due («Secretaría del Despacho Universal»), e nel 1714 in quattro ministeri (Segretario di Stato, Segretario delle Finanze, Segretario di Giustizia e Segretario di Guerra, Marina e Indie). Il segretario di Stato veniva nominato dal re il quale aveva facoltà di sostituirlo ogniqualvolta lo avesse ritenuto opportuno.
Carlo III introdusse nel 1763 la novità del "Despacho colectivo", una sorta di consiglio dei ministri che si riuniva almeno una volta a settimana per discutere tutte le questioni. Questa misura venne rafforzata nel 1787, da parte del Conte di Floridablanca, con l'istituto della "Junta Suprema de Estado", riunione istituzionalizzata di tutti i segretari per discutere questioni che potevano andare al di là delle competenze di ciascun segretario. Al Floridablanca si deve anche un assetto più funzionale del sistema, organizzando la segreteria di Stato in sette dicasteri: Stato, Guerra, Finanze, Marina, Grazia e Giustizia di Spagna, Grazia e Giustizia delle Indie, Guerra, commercio e navigazione delle Indie.

## Precedenti
Fondamentale fu sempre l'opera dei segretari che svolgevano la gestione quotidiana degli affari, e produsse la formazione di una classe di avvocati che consentì l'ascesa sociale da posizioni non privilegiate o dalla bassa nobiltà. Esistevano dal tardo Medioevo e alcuni segretari reali ottennero un alto livello di fiducia da parte dei re. Francisco de los Cobos fu fedele segretario durante il regno dell'imperatore Carlo V. Martí de Gaztelu occupò anche posizioni di potere durante il regno di Filippo II, che ricorse anche a uomini come Joan de Idiáquez, Mateu Vázquez o Antonio Pérez del Hierro, quest'ultimo protagonista dello scontro con Filippo II di Castiglia, che portò alle Alteraciones de Aragón (1590).

## Elenco dei segretari di Stato

### Regno di Filippo V (1700-1746)

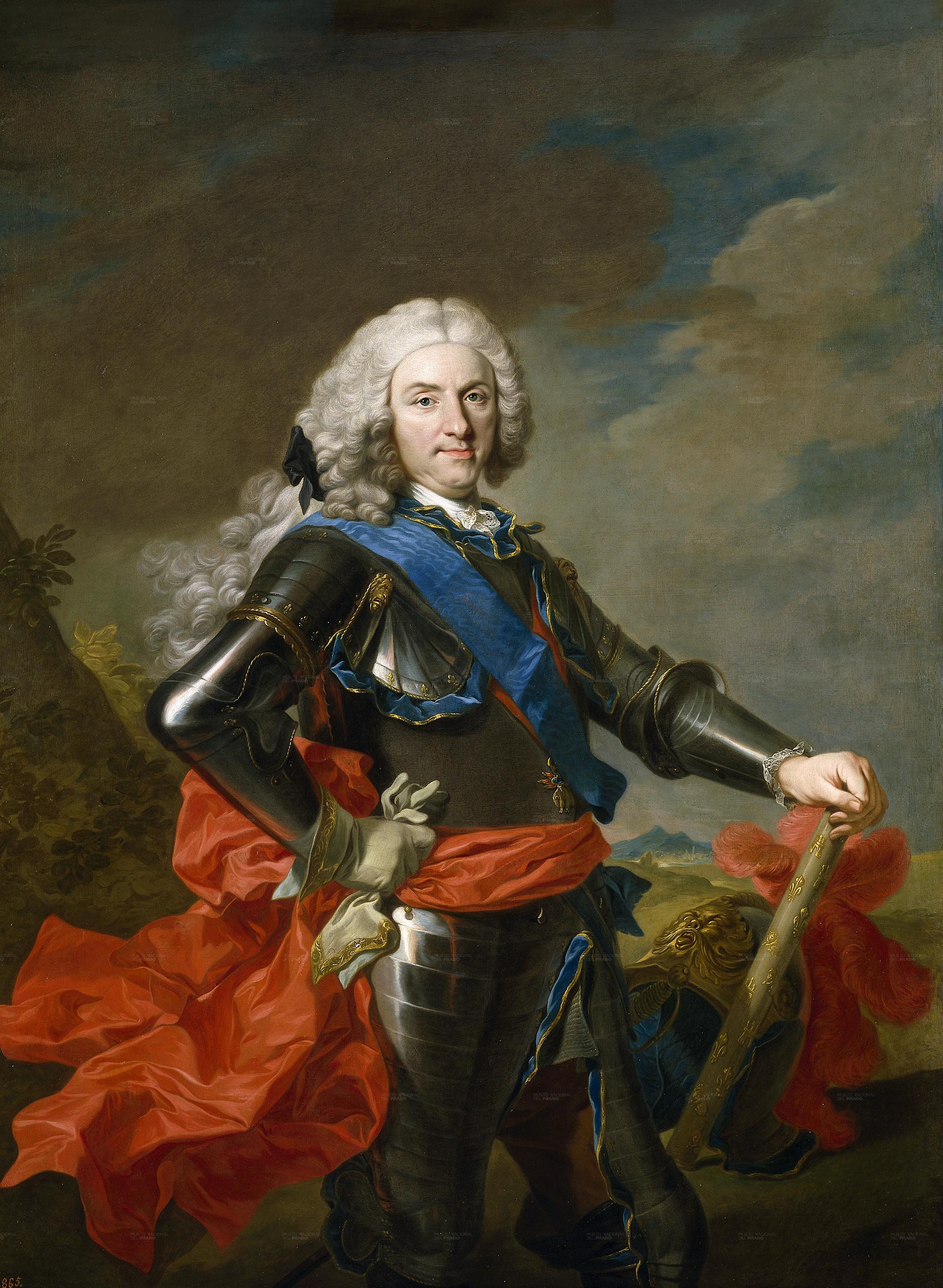
Filippo V (1700-1746)

| Periodo          | Periodo          | Segretario di Stato                       |
| ---------------- | ---------------- | ----------------------------------------- |
| 1700             | 1714             | Jean Orry                                 |
| 30 novembre 1714 | 14 gennaio 1724  | José de Grimaldo y Gutiérrez de Solórzano |
| 14 gennaio 1724  | 4 novembre 1724  | Juan Bautista Orendayn y Azpilcueta       |
| 4 novembre 1724  | 12 dicembre 1725 | José de Grimaldo y Gutiérrez de Solórzano |
| 12 dicembre 1725 | 14 aprile 1726   | Johan Willem Ripperda                     |
| 14 aprile 1726   | 1º ottobre 1726  | José de Grimaldo y Gutiérrez de Solórzano |
| 1º ottobre 1726  | 21 novembre 1734 | Juan Bautista Orendayn y Azpilcueta       |
| 21 novembre 1734 | 26 novembre 1736 | José Patiño Rosales (interim)             |
| 26 novembre 1736 | 4 dicembre 1746  | Sebastián de la Cuadra y Llarena          |

### Regno di Ferdinando VI (1746–1759)

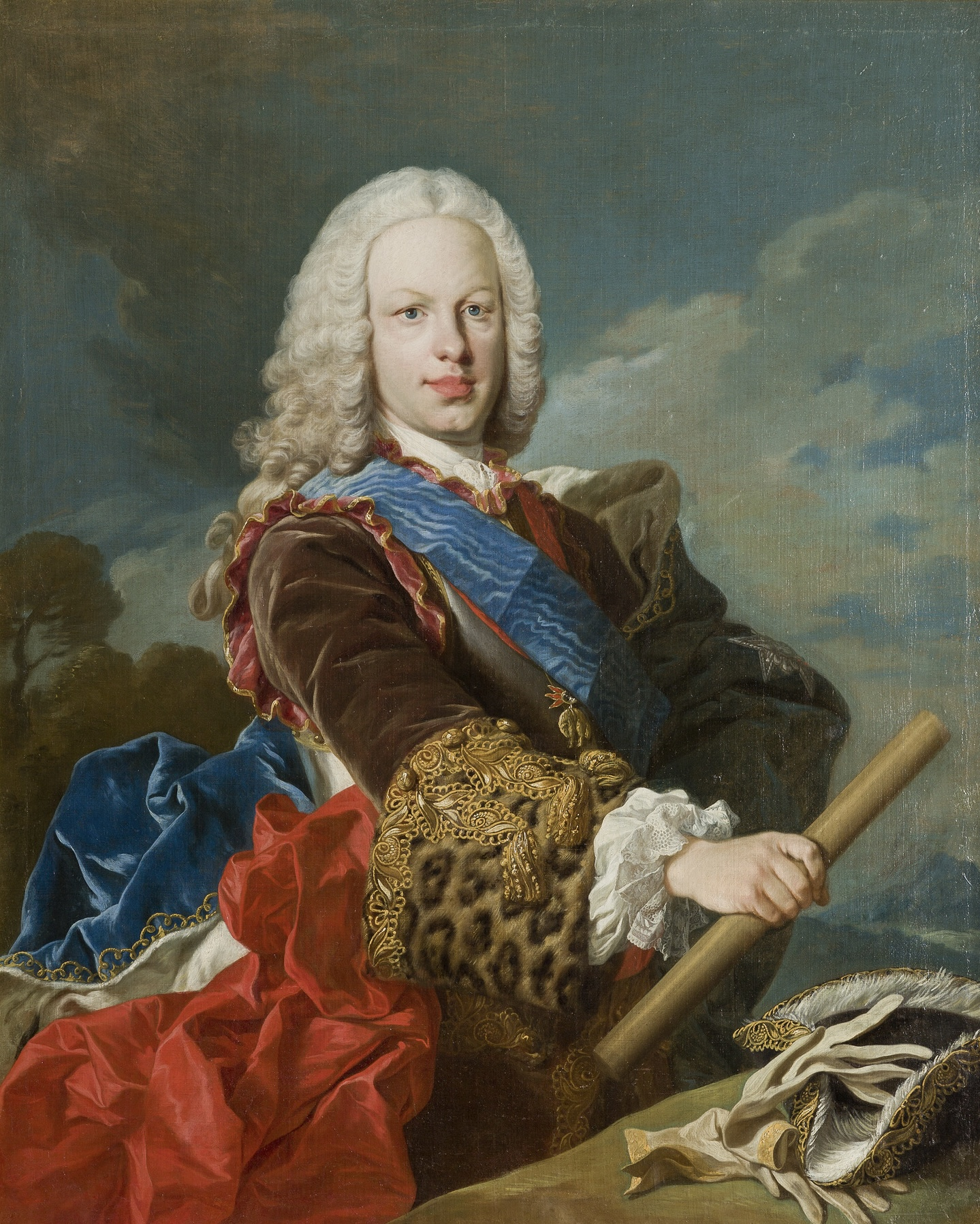
Ferdinando VI (1746–1759)

| Periodo         | Periodo        | Segretario di Stato                   |
| --------------- | -------------- | ------------------------------------- |
| 4 dicembre 1746 | 9 aprile 1754  | José de Carvajal y Lancaster          |
| 9 aprile 1754   | 15 maggio 1754 | Fernando de Silva y Álvarez de Toledo |
| 15 maggio 1754  | 1759           | Ricardo Wall                          |

### Regno di Carlo III (1759-1788)

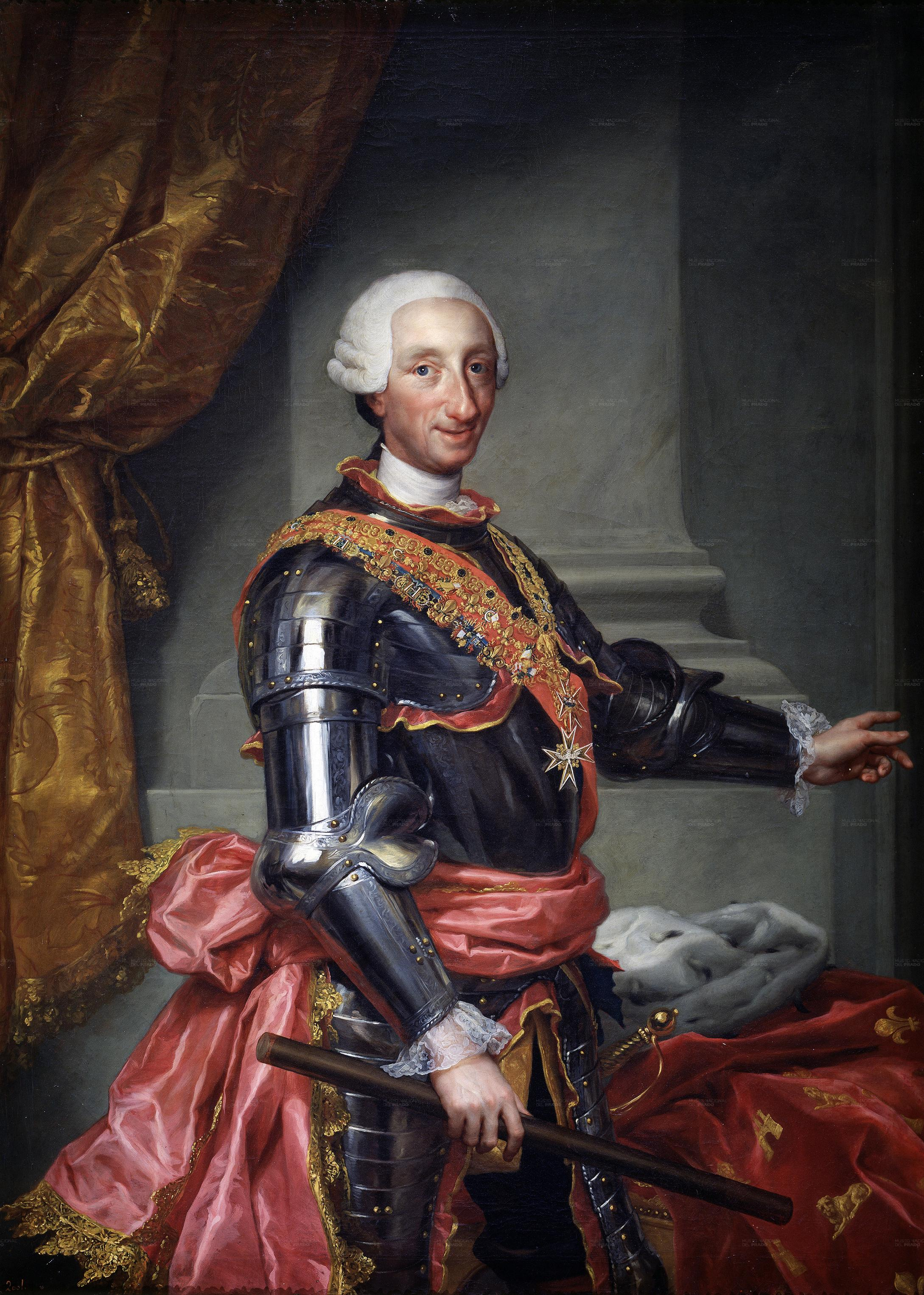
Carlo III (1759-1788)

| Periodo          | Periodo         | Segretario di Stato                           |
| ---------------- | --------------- | --------------------------------------------- |
| 1759             | 9 ottobre 1763  | Ricardo Wall                                  |
| 9 ottobre 1763   | 9 novembre 1776 | Girolamo Grimaldi (1710-1789)                 |
| 19 febbraio 1777 | 1788            | José Moñino y Redondo, conte di Floridablanca |

### Regno di Carlo IV (1788-1808)

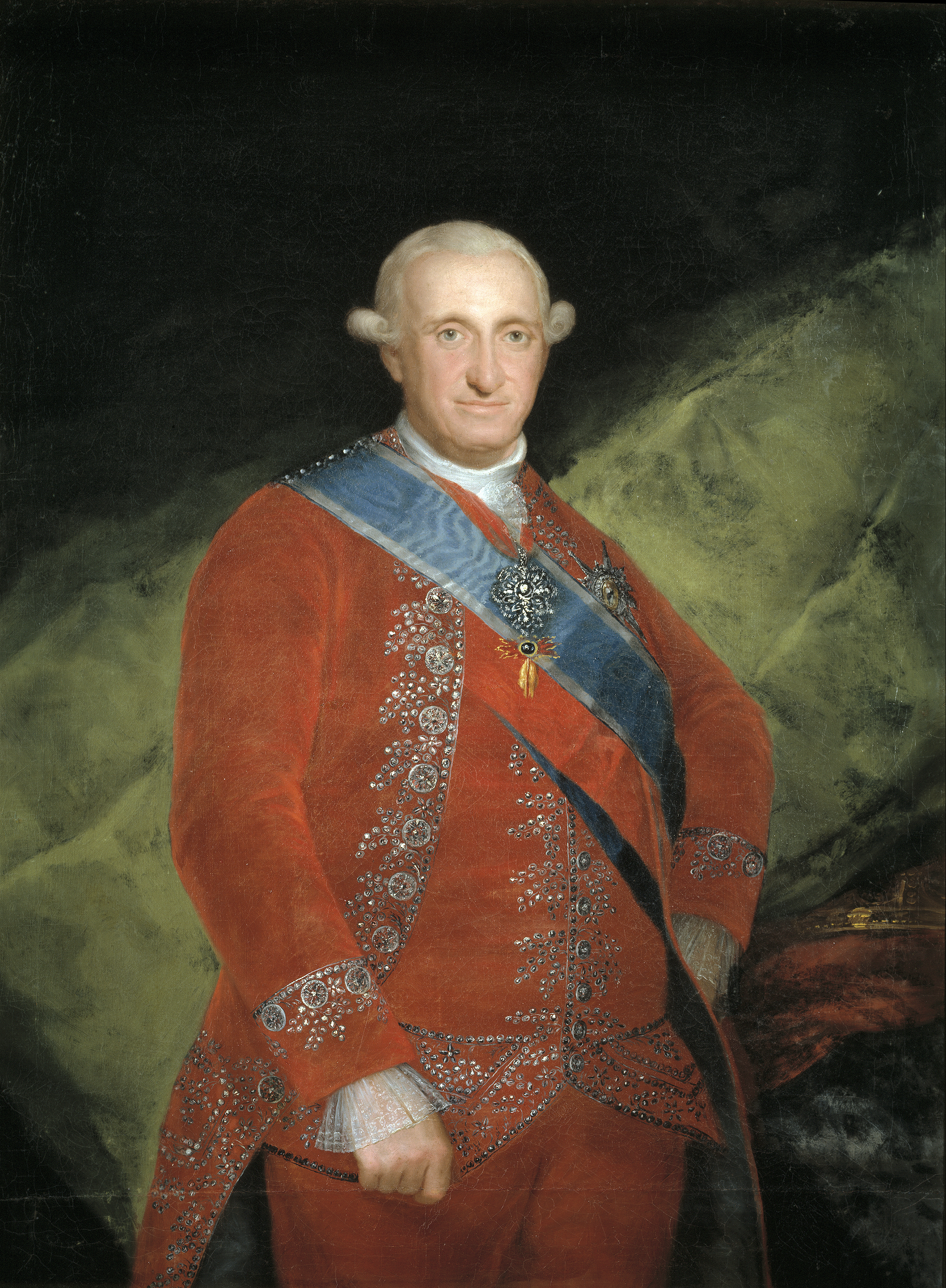
Carlo IV (1788-1808)

| Periodo          | Periodo          | Segretario di Stato                           |
| ---------------- | ---------------- | --------------------------------------------- |
| 1788             | 28 febbraio 1792 | José Moñino y Redondo, conte di Floridablanca |
| 28 febbraio 1792 | 15 novembre 1792 | Pedro Pablo Abarca de Bolea, Conte di Aranda  |
| 15 novembre 1792 | 30 marzo 1798    | Manuel Godoy                                  |
| 6 settembre 1798 | 22 ottobre 1798  | Francisco de Saavedra                         |
| 22 febbraio 1799 | 13 dicembre 1800 | Mariano Luis de Urquijo                       |
| 13 dicembre 1800 | 19 aprile 1808   | Pedro Cevallos Guerra                         |

### Giunta Centrale Suprema (1808-1810)
| Periodo           | Periodo          | Segretario di Stato                                               |
| ----------------- | ---------------- | ----------------------------------------------------------------- |
| 25 settembre 1808 | 30 dicembre 1808 | José Moñino y Redondo, conte di Floridablanca                     |
| 30 dicembre 1808  | 1º novembre 1809 | Vicente Ossorio de Moscoso Álvarez de Toledo, marchese di Astorga |
| 1º novembre 1809  | 30 gennaio 1910  | Juan Acisclo de Vera y Delgado                                    |

### Consiglio di reggenza (1810-1814)

#### Prima Reggenza (30 gennaio 1810-28 ottobre 1810
Membri: Pedro Benito Antonio Quevedo y Quintano, Francisco de Saavedra, Francisco Javier Castaños, Antonio Escaño, Esteban Fernández de León, Miguel Lardizábal Uribe.

#### Seconda Reggenza (28 ottobre 1810 - 22 gennaio 1812)
Membri: Pedro Agar, Joaquín Blake, Gabriel Císcar, Domingo Mariano Traggia, marchese di Palacio, José María Puig; Ramón Rufino Patiño Osorio, marchese di Castelar.

#### Terza Reggenza (22 gennaio 1812 - 8 marzo 1813)
Membri: Juan María de Villavicencio, Pedro Alcántara de Toledo y Salm-Salm duca di Infantado), Joaquín Mosquera y Figueroa, Enrique José O'Donnell, Ignacio Rodríguez de Rivas, Juan Pérez Villamil.

#### Quarta Reggenza (8 marzo 1813 - 10 maggio 1814)
Membri: Luigi Maria di Borbone-Spagna, cardinale e arcivescovo di Toledo (Primate di Spagna)

#### Regno di Giuseppe Bonaparte (1808-1813)

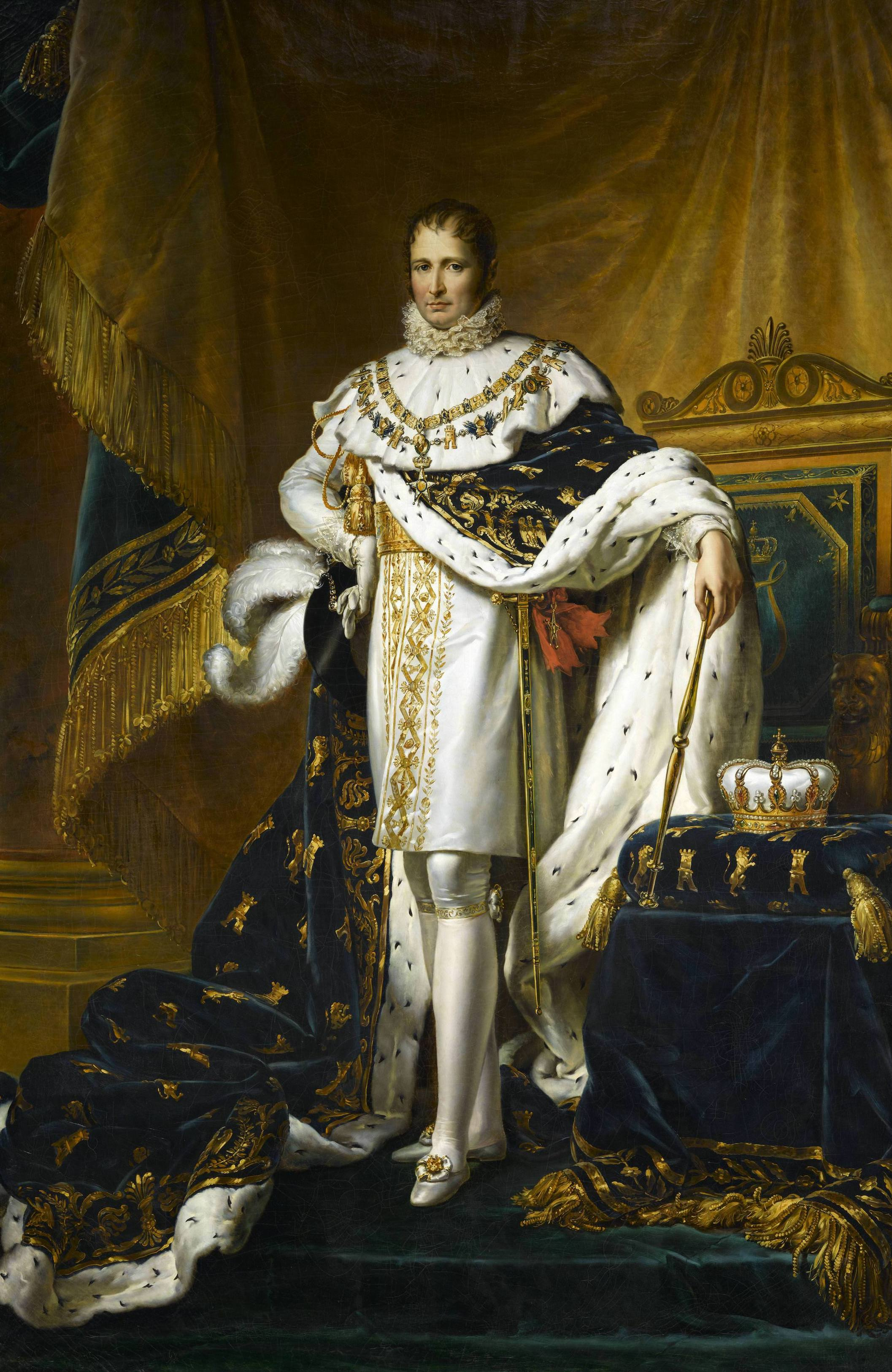
Giuseppe Bonaparte (1808-1813)

- Mariano Luis de Urquijo (7 luglio 1808 - 27 giugno 1813)

#### Nominati da Ferdinando VII (1808-1813)
- Pedro Cevallos Guerra (19 aprile 1808 - 7 luglio 1808)
- Pedro Cevallos Guerra (15 ottobre 1808 - 5 gennaio 1809)
- Martín Garay Perales (ad interim per assenza, 5 gennaio 1809)
- Eusebio Bardají Azara (13 ottobre 1809)
- Pedro Rivero (ad interim, 13 ottobre 1809 - 30 ottobre 1809)
- Francisco de Saavedra y Sangronis (30 ottobre 1809)
- Nicolás Ambrosio Garro y Arizcun, Marqués de las Hormazas (ad interim, 31 gennaio 1810 - 6 febbraio 1812)
- José García de León y Pizarro (ad interim, 6 febbraio 1812 - 12 maggio 1812)
- Ignacio de la Pezuela (ad interim, 12 maggio 1812 - 23 giugno 1812)
- Carlos Martínez de Irujo y Tacón, marchese di Casa Irujo (23 giugno 1812 - 27 settembre 1812)
- Ignacio de la Pezuela (ad interim, 23 giugno 1812 - 27 settembre 1812)
- Pedro Gómez Labrador (27 settembre 1812 - 11 luglio 1813)
- Antonio Cano Manuel Ramírez de Arellano (ad interim, 11 luglio 1813 - 10 ottobre 1813)
- Juan O'Donojú (ad interim, 10 ottobre 1813 - 6 dicembre 1813)
- José Luyando (ad interim, 6 dicembre 1813)

### Regno di Ferdinando VII (1814-1833)

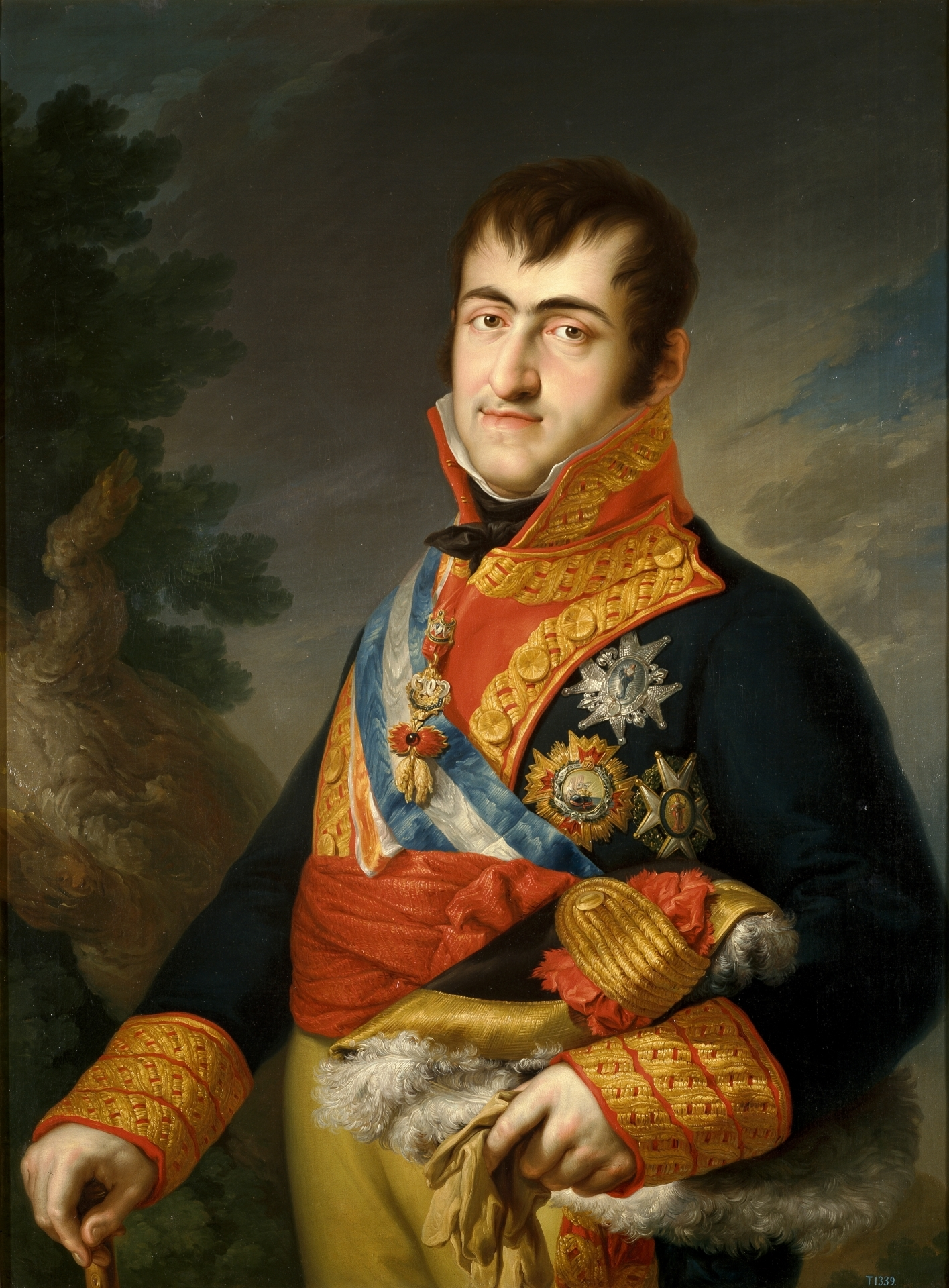
Ferdinando VII (1808-1833)

#### Primo periodo (1814-1820)
| Periodo           | Periodo           | Segretario di Stato                                      |
| ----------------- | ----------------- | -------------------------------------------------------- |
| 4 maggio 1814     | 15 novembre 1814  | José Miguel de Carvajal y Manrique, duca di San Carlos   |
| 15 novembre 1814  | 30 ottobre 1816   | Pedro Cevallos Guerra                                    |
| 30 ottobre 1816   | 14 settembre 1818 | José García de León y Pizarro                            |
| 14 settembre 1818 | 12 giugno 1819    | Carlos Martínez de Irujo y Tacón                         |
| 12 giugno 1819    | 12 settembre 1819 | Manuel González Salmón                                   |
| 12 settembre 1819 | 18 marzo 1820     | Joaquín José de Melgarejo y Saurín, duca de San Fernando |

#### Triennio liberale spagnolo, 1820-1823
| Periodo          | Periodo          | Segretario di Stato                                   |
| ---------------- | ---------------- | ----------------------------------------------------- |
| 18 marzo 1820    | 2 marzo 1821     | Evaristo Pérez de Castro Brito                        |
| 2 marzo 1821     | 23 aprile 1821   | Joaquín Anduaga Cuenca                                |
| 4 marzo 1821     | 8 gennaio 1822   | Eusebio Bardají Azara                                 |
| 8 gennaio 1822   | 24 gennaio 1822  | Ramón López Pelegrín                                  |
| 24 gennaio 1822  | 30 gennaio 1822  | José Gabriel de Silva y Bazán, marchese de Santa Cruz |
| 30 gennaio 1822  | 28 febbraio 1822 | Ramón López Pelegrín                                  |
| 28 febbraio 1822 | 5 agosto 1822    | Francisco Martínez de la Rosa                         |
| 5 agosto 1822    | 25 aprile 1823   | Evaristo San Miguel y Valledor                        |
| 25 aprile 1823   | 7 maggio 1823    | José Manuel Vadillo                                   |
| 7 maggio 1823    | 13 maggio 1823   | Santiago Usoz y Moxi                                  |
| 28 febbraio 1823 | 20 aprile 1823   | Álvaro Flórez Estrada                                 |
| 13 maggio 1823   | 29 agosto 1823   | José María Pando                                      |
| 29 agosto 1823   | 4 settembre 1823 | Juan Antonio Yandiola Garay                           |
| 4 settembre 1823 | 30 ottobre 1823  | José Luyando                                          |

#### Decennio nefasto spagnolo (1823-1833)
| Periodo         | Periodo           | Segretario di Stato                                      |
| --------------- | ----------------- | -------------------------------------------------------- |
| 9 aprile 1823   | 25 maggio 1823    | Francisco Ramón de Eguía Letona                          |
| 25 maggio 1823  | 1º ottobre 1823   | Pedro Alcántara de Toledo y Salm-Salm, duca di Infantado |
| 7 agosto 1823   | 27 maggio 1823    | Antonio Vargas Laguna                                    |
| 7 agosto 1823   | 2 dicembre 1823   | Víctor Damián Sáez Sánchez-Mayor                         |
| 2 dicembre 1823 | 18 gennaio 1824   | Carlos Martínez de Irujo y Tacón, marchese di Casa Irujo |
| 18 gennaio 1824 | 11 luglio 1824    | Narciso Heredia y Begines de los Ríos, conte di Ofalia   |
| 11 luglio 1824  | 24 ottobre 1825   | Francisco Cea Bermúdez                                   |
| 24 ottobre 1825 | 19 agosto 1826    | Pedro Alcántara de Toledo y Salm-Salm, duca di Infantado |
| 19 agosto 1826  | 20 gennaio 1832   | Manuel González Salmón                                   |
| 20 gennaio 1832 | 1º ottobre 1832   | Antonio de Saavedra y Frigola, conte di Alcudia          |
| 1º ottobre 1832 | 29 settembre 1833 | Francisco Cea Bermúdez                                   |